# Ключич-Брдо
Ключич-Брдо (хорв. Ključić Brdo; дословно c хорв. — «Холм Ключич») — село в общине Велика-Горица в жупании Загребачка Республики Хорватия. По данным переписи 2021 года, численность населения составляла 233 человека. 

## География

### Географическое положение
Находится в макрорегионе Центральная Хорватия, в Посавине, в невысоких лесистых горных хребтах Вукомеричке-Горице. Располагается в историческом регионе Турополье. Находится в 12 км к юго-востоку от административного центра общины — города Велика-Горица. Высота над уровнем моря — 167 м. 

### Климат
По Классификации климатов Кёппена, климат села определяется как Cfa — субтропический океанический климат. Температура здесь в среднем 11,9 °C. Среднегодовая норма осадков — 984 мм.

## Население
| 2021 |
| ---- |
| 233  |